# Пригунов Гліб Олександрович
Гліб Олександрович Пригунов (нар. 17 червня 1974, Дніпро) — український політик, член партії БПП. З 16 грудня 2015 до 8 листопада 2019 року — голова Дніпропетровської облради.

## Життєпис

### Ранні роки та освіта
Гліб Олександрович Пригунов народився 17 червня 1974 року у Дніпропетровську.
- 1991 — закінчив середню школу № 23 в Дніпропетровську. Під час навчання в школі протягом двох років працював санітаром Обласної клінічної лікарні ім. Мечникова.
- 1997 — закінчив Дніпропетровську медичну академію, спеціальність «дитячий хірург».[4]
- З вересня 2002 р. по лютий 2004 р. навчався в Дніпропетровському регіональному інституті державного управління Національної академії державного управління при Президентові України за спеціальністю «Державне управління», магістр державного управління.[5]

## Кар'єра
- 1989—1990 — санітар госпрозрахункової поліклініки обласної клінічної лікарні ім. Мечникова.
- 1990—1991 — палатний санітар обласної клінічної лікарні ім. Мечникова.
- З серпня 1997 р. по вересень 2005 р. працював в Дніпропетровській обласній дитячій клінічній лікарні на посадах лікаря-інтерна, лікаря-хірурга консультативної поліклініки, лікаря-хірурга з надання екстреної медичної допомоги та лікаря-хірурга дитячого приймального відділення.[6]
- 2002 — очолив міську організацію партії «Реформи і порядок», того ж року став депутатом Кіровської районної ради в Дніпропетровську.[7]
- 2004 — активний учасник Помаранчевої революції, член штабу кандидата у президенти України Віктора Ющенка.
- У 2005 р. увійшов до складу політради політичної партії "Народний Союз «Наша Україна».
- З 2005 по 2010 рр. — начальник управління з питань внутрішньої політики Дніпропетровської облдержадміністрації.[8]
- З 2010 р. заступник голови Дніпропетровської обласної організації партії «Фронт Змін».[8][9]
- У 2010 р. обраний депутатом Дніпропетровської обласної ради за списком партії «Фронт Змін», керівник фракції в облраді. 2014 р. фракція була перейменована у «Час єднатись заради реформ»[10].
- Під час Революції гідності 2013 року, був єдиним депутатом облради, який в центрі Дніпропетровська відкрив приймальню для юридичної та іншої допомоги учасникам протесту.
- 2014 — після перемоги Порошенка на президентських виборах очолив регіональне відділення президентської партії, став керівником секретаріату Дніпропетровської обласної організації партії «Блок Порошенка».
- Жовтень — грудень 2015 — заступник голови Дніпропетровської облдержадміністрації.[8]
- У жовтні 2015 року обраний депутатом Дніпропетровської обласної ради VII скликання.[6][11][12]
- 16 грудня 2015 року на першій сесії VII скликання Гліба Пригунова було обрано головою Дніпропетровської обласної ради.[13]
- 5 листопада 2019 року він подав у відставку посади голови Дніпропетровської обласної ради внаслідок об'єднання фракції опозиційний блок та представників партії «СН» після перемоги Зеленського на президентських виборах. Внаслідок чого розпочались утиски акцій «Рух опору капітуляції» який Пригунов підтримував.[14]

## На посаді голови обласної ради
За перебування Пригунова на посаді в області відбувався ремонт доріг та водоводів, запрацював перший в Україні кооперативний елеватор. Було відремонтовано стадіон у Межовій та побудовано новий стадіон у Петриківці.
Пригунов підтримував етнофестиваль «Петриківський дивоцвіт».
2017 року було відкрито новий єпархіальний храм УПЦ КП.
Був ініціатором премії для талановитої активної молоді.
Робочий візит відбувся української делегації під керівництвом Пригунова в Бразилії, який передбачав створення двостороннього українсько-бразильського співробітництва.
Підтримував екологічні ініціативи: висадка дерев, конкурси мікропроєктів з енергоефективності та енергозбереження, введення екомоніторингу та проєктів з енергозбереження.
Під час перебування в владі, німецьке товариство міжнародного співробітництва (ГІЗ) представила проєкт для скидання надлишку шахтних вод Кривбаса.

## Громадська діяльність
У 2010 р. створює і очолює громадську організацію «Фонд перетворення суспільства „Універсум“».
З перших днів Майдану 2013 р. підтримував протестувальників, брав участь у протистоянні демонстрантів з силовиками в Києві й Дніпропетровську.
Засновник Першого всеукраїнського театрального фестивалю «Феєрія Дніпра».

## Благодійність
За підтримки Пригунова було створено хоспіс в Дніпропетровській області.
2017 року — відкрив пам'ятний знак загиблим в АТО.
2017 — в рамках акції «Веселка дружби» дітям з прифронтових територій Донеччини було передано іграшки, книги, спортивний інвентар. Також гуманітарну допомогу отримали жителі Авдіївки. Пригунов реалізував проєкт «Допомога йде», який надає змогу мешканцям прифронтових територій проходити лікування в медзакладах Дніпропетровської області.
2017 — закликав дніпрян підтримати будівництво храму Кафедрального собору Покрови Пресвятої Богородиці УПЦ КП.
Пригунов підтримував донорські акції здачі крові.

## Особисте життя
Має 2 дочок та сина.

## Відзнаки та нагороди
- 2010 — орден Данила Галицького.[43].
- 2017 — Орден Святого Рівноапостольного князя Володимира Великого II ступеня[7].